# Alakváltó (DC Comics)
Alakváltó (Gézengúz) , valódi nevén Garfield Mark Logan egy kitalált szereplő, szuperhős a DC Comics képregényeiben, akit Arnold Drake és Bob Brown alkotott meg. Első megjelenése a Doom Patrol 99. számában volt 1965 novemberében. Alakváltó az egyik alapító tagja volt az 1980-ban Marv Wolfman és George Pérez által újraalkotott Tini titánok nevű szuperhőscsapatnak.
Gyerekként Garfield Logan tudós szüleivel Afrikában élt, akik fordított evolúciót fejlesztettek ki, hogy visszatérjenek a kihalt lényekhez. Bizonyos mértékű bántalmazást kapott szüleitől, ami egyre inkább visszatérővé vált. Garfieldnak egy ritka, Sakutia nevű betegsége lett, amely minden fajra halálos, kivéve a nyugat-afrikai zöld majmot. Életének megmentése érdekében apja nem tesztelt tudományos kísérletet végzett, hogy 24 órán át nyugat-afrikai zöld majommá változtassa őt, hogy a vírus kihaljon.